# 陈行泰
陈行泰（？—841年），唐朝将领，卢龙军偏将。
会昌元年（841年）九月，卢龙军乱，陈行泰杀节度使史元忠，被推为主留务。陈行泰遣监军带着军中大将的表文请求被任为卢龙军节度使。宰相李德裕自称熟知河朔形势，以往朝廷遣使赐诏常太快，军情就稳定了。如果置之数月不问，必自己生变；请求留监军而不遣使，静观其变。闰九月，卢龙军果然又乱，杀陈行泰，拥立次将张绛，张绛也请求任为节度使，朝廷还是不理睬。雄武军使张仲武起兵攻打张绛，并遣军吏吴仲舒奉表到京师，称张绛惨虐，请求以本军讨之。十月，吴仲舒至京师。唐武宗诏宰相问情状，吴仲舒说：陈行泰、张绛都是游客，故人心不附；张绛刚杀陈行泰时，召张仲武，想把节度使让给他做，一二百军士不同意，于是未果；并指出张仲武即使不能战胜张绛，也能使其受困。李德裕奏陈行泰、张绛都使大将上表，威胁朝廷，索要节钺，所以不可给；而张仲武先自己上表请求发兵为朝廷讨乱，授予节度使是有理的。于是以张仲武知卢龙留后。